# سیارستاق
سیارستاق، روستایی از توابع بخش رحیم‌آباد شهرستان رودسر در استان گیلان ایران است. این روستا با روستاهای دارجه، بازار محله و نیاسان همسایه بوده و در ۵۰ کیلومتری بخش رحیم آباد و در ۶۵ کیلومتری جنوب شرقی شهرستان رودسر واقع شده‌است. رستاق همان روستاک یا روستاست و سی به معنای کوه که در مجموع روستای کوهستانی می‌باشد. آثار و بناهای زیادی در این روستا وجود دارد که می‌توان به گنگ‌های آب که در جای جای این روستا از زیر خاک بیرون می‌آیند که محل ورود و خروج آب مشخص نیست، در گورستان قدیمی نزدیک این محل نیز کوزه‌های سفالین بزرگ و کوچک بیرون می‌آید اشاره نمود. در این روستا بقعه‌ای به نام لردی آستانه نیز وجود دارد.

## جمعیت
این روستا در دهستان سیارستاق ییلاقی قرار دارد و براساس سرشماری مرکز آمار ایران در سال ۱۳۸۵، جمعیت آن ۱۳۹ نفر (۳۷خانوار) بوده‌است.